# Gotor
Gotor è un comune spagnolo di 400 abitanti situato nella comunità autonoma dell'Aragona.